# 도요카와 유타
도요카와 유타(일본어: 豊川 雄太, 1994년 9월 9일 ~ )는 일본의 축구 선수이다.

## 구단 경력
그는 2013년부터 J리그의 가시마 앤틀러스, 파지아노 오카야마, 세레소 오사카, 교토 상가 FC에서 뛰었다.

## 국가대표팀 경력
그는 2016년 AFC U-23 축구 선수권 대회에 참가할 일본 U-23 국가대표팀에 발탁되었으며, 우승에 기여했다.